# Mnesiloba cauditornata
Mnesiloba cauditornata là một loài bướm đêm trong họ Geometridae.